# Immobilien-Crowdinvesting
Immobilien-Crowdinvesting (auch Schwarmfinanzierung von Immobilien, englisch Real Estate Crowdinvesting, verkürzt zu REC oder RECI) ist eine eigene Unterkategorie des Crowdinvestings. Dabei wird eine konkret benannte Bestandsimmobilie, eine im Bau befindliche Immobilie, ein Immobilienprojekt oder ein Grundstück finanziert. Auch hier findet man die klassische Crowdinvesting-Struktur wieder. Es beteiligen sich viele Personen (private Investoren und institutionelle Investoren) mit typischerweise geringen Geldbeträgen und Gewinnerzielungsabsicht über eine Online-Plattform an einem Unternehmen. Im Gegensatz zum klassischen Crowdinvesting handelt es sich beim Immobilien-Crowdinvesting meist nicht um Start-ups.
Die Beteiligung des Investors an der Immobilie erfolgt in Deutschland und Österreich nicht direkt, er erwirbt also in der Regel kein Eigenkapital an der Projektgesellschaft und wird normalerweise auch nicht im Grundbuch eingetragen. Meist handelt es sich um ein Nachrangdarlehen an eine Projektgesellschaft (einem sogenannten Special Purpose Vehicle (SPV)), oft in der Rechtsform einer Gesellschaft mit beschränkter Haftung, oder um Teilbeträge aus der Forderung eines Bankdarlehens.

## Begriff
Im deutschsprachigen Raum hat sich der Begriff Immobilien-Crowdinvesting für die Schwarmfinanzierung von Immobilien durchgesetzt. Dabei wird grundsätzlich eine Gewinnerzielungsabsicht unterstellt.
Im englischsprachigen Raum hat sich der Begriff Real Estate Crowdfunding (von englisch real estate für ‚Immobilie‘, verkürzt zu REC oder RECF) durchgesetzt. Der Begriff Crowdinvesting bezieht sich hier meist nicht auf eine Gewinnerzielungsabsicht, sondern weist auf eine Eigenkapitalbeteiligung hin. Oftmals erfolgt auch eine Unterscheidung in Real Estate Equity Crowdfunding (von englisch equity für ‚Eigenkapital‘) und Real Estate Debt Crowdfunding (von englisch debt für ‚Verbindlichkeit‘) oder Real Estate Crowdlending (von englisch lending für ‚Kredit‘) als Synonym für Real Estate Debt Crowdfunding.
Einheitliche Unterscheidungen und Definitionen der verschiedenen Begrifflichkeiten existieren derzeit nicht.

## Vorteile und Risiken
Im Gegensatz zu Real-Estate-Investment-Trusts oder Immobilienfonds werden durch das Immobilien-Crowdinvesting meist nur ein Immobilienprojekt oder kleine Immobilienportfolios finanziert. Die Immobilien sind vor Projektstart bekannt. Zu anderen Formen des Crowdinvestings unterscheidet es sich im Wesentlichen durch die Besicherung des Darlehens durch das Asset, also die Immobilie selbst.